# HC Oppenweiler/Backnang
Der HC Oppenweiler/Backnang ist eine Handballspielgemeinschaft der Stammvereine TV Oppenweiler 1911 e. V. und TSG Backnang 1846 TuS e. V.

## Geschichte

### Vorgeschichte
Die Handballabteilungen des TV Oppenweiler und der TSG Backnang blicken auf eine langjährige Tradition zurück. Die Handballabteilung der TSG Backnang wurde im Jahr 1925 gegründet und war über Jahrzehnte hinweg auch im Jugendbereich aktiv. Der TV Oppenweiler wurde 1911 gegründet und entwickelte sich im Laufe der Zeit zu einem etablierten Verein im württembergischen und süddeutschen Handball. Die erste Mannschaft des TVO war wiederholt in der Baden-Württemberg-Oberliga vertreten. In nur drei Jahren schafften die Handballer mit zwei Aufstiegen den Sprung von der Württembergliga in die 3. Liga.

### Gründung der Spielgemeinschaft
Im Jahr 2014 gründeten der TV Oppenweiler und die TSG Backnang zunächst eine gemeinsame Jugendspielgemeinschaft. Ein Jahr später wurde die Kooperation auf den Erwachsenenbereich ausgeweitet. Ziel war es, die Jugendarbeit breiter aufzustellen und die erste Männermannschaft auf einem leistungssportlichen Niveau zu etablieren.

### Sportliche Entwicklung seit der Gründung
Nachdem der TV Oppenweiler am Ende der Spielzeit 2014/15 als Zweiter der Oberliga Baden-Württemberg in die dritte Liga aufgestiegen war, trat die erste Männermannschaft seit der Saison 2015/16 in der Dritten Liga Süd an. Dort konnten die Handballer in ihrer ersten Saison die Klasse halten und etablierten sich in den folgenden Saisons in der 3. Liga. 
Nach der vorzeitigen Beendigung des regulären Spielbetriebs in der Spielzeit 2020/21 der 3. Liga aufgrund der COVID-19-Pandemie in Deutschland nutzte der Verein die Möglichkeit, sich für die außerordentliche Aufstiegsrunde zur 2. Handball-Bundesliga anzumelden; dort scheiterte die Mannschaft als Sieger der Vorrundengruppe B und einem Zwischenrundensieg über den TuS Vinnhorst erst in der Finalrunde am VfL Eintracht Hagen.
In der Saison 2022/23 sicherte sich die Mannschaft die Meisterschaft in der Südstaffel der 3. Liga und qualifizierte sich damit für die Aufstiegsrunde zur 2. Bundesliga. Dort konnte sich das Team jedoch nicht durchsetzen. In der darauffolgenden Saison belegte der HCOB den dritten Platz in der Südstaffel. Da die Zweitplatzierte SG Leutershausen auf den Aufstieg verzichtete, nahm der HCOB als Drittplatzierter an der Aufstiegsrunde teil, musste sich dort jedoch dem TuS Ferndorf geschlagen geben.
In der Saison 2024/25 gewann die Mannschaft erneut die Meisterschaft der Südstaffel und stieg durch die Aufstiegsrunde in die 2. Bundesliga auf.

## Saisonbilanz
| Saison  | Spielklasse       | Platz | Spiele | Tore     | Diff. | Punkte |
| ------- | ----------------- | ----- | ------ | -------- | ----- | ------ |
| 2015/16 | 3. Liga Süd       | 12    | 30     | 802:867  | −65   | 26:34  |
| 2016/17 | 3. Liga Süd       | 8     | 26     | 711:729  | −18   | 26:26  |
| 2017/18 | 3. Liga Süd       | 12    | 30     | 855:866  | −11   | 27:33  |
| 2018/19 | 3. Liga Süd       | 12    | 30     | 896:940  | −44   | 23:37  |
| 2019/20 | 3. Liga Süd*      | 6     | 25     | 752:723  | +29   | 29:21  |
| 2020/21 | 3. Liga Süd**     |       |        |          |       |        |
| 2021/22 | 3. Liga Staffel G | 4     | 22     | 720:636  | +84   | 31:13  |
| 2022/23 | 3. Liga Süd       | 1     | 26     | 789:714  | +75   | 39:13  |
| 2023/24 | 3. Liga Süd       | 3     | 30     | 1040:916 | +124  | 44:16  |
| 2024/25 | 3. Liga Süd       | 1     | 30     | 978:834  | +144  | 54:06  |

* Saison aufgrund der COVID-19-Pandemie nach dem 24. Spieltag abgebrochen.
** Nach Saisonabbruch aufgrund der COVID-19-Pandemie wurden alle Spiele annulliert. Teilnahme an außerordentlicher Aufstiegsrunde.

## Trainer
| - 2013–2015 Volker Blumenschein - 2015–2016 Jürgen Buck - 2016–2022 Matthias Heineke - 2022–2023 Volker Blumenschein - 2023–2024 Daniel Brack - seit 2024 Stephan Just |
| |